# (16641) Esteban
(16641) Esteban est un astéroïde de la ceinture principale.

## Description
(16641) Esteban est un astéroïde de la ceinture principale. Il fut découvert le 16 août 1993 à l'Observatoire Palomar par Carolyn S. Shoemaker et Eugene M. Shoemaker. Il présente une orbite caractérisée par un demi-grand axe de 2,32 UA, une excentricité de 0,14 et une inclinaison de 20,7° par rapport à l'écliptique.

## Compléments